# Condate flexus
Condate flexus là một loài bướm đêm trong họ Erebidae.